# Mark O’Brien (Radsportler)
Mark O’Brien (* 16. September 1987 in Horsham) ist ein ehemaliger australischer Bahn- und Straßenradrennfahrer.

## Sportliche Laufbahn
Mark O’Brien gewann 2004 die Mannschaftsverfolgung bei der Ozeanienmeisterschaft in der Junioren-Klasse. 2005 wurde er bei der nationalen Junioren-Bahnradmeisterschaft jeweils Zweiter in der Mannschaftsverfolgung und im Madison. Außerdem gewann er im selben Jahr noch die Gesamtwertung der Tour of the Souther Grampians. 2007 wechselte O’Brien zum australischen Professional Continental Team Drapac Porsche. In seiner ersten Saison dort wurde er Gesamtzweiter der Tour of the Souther Grampians, und bei der Herald Sun Tour belegte er den zweiten Rang in der Nachwuchswertung. 2009 wurde er Dritter der nationalen Straßenmeisterschaft. 2012 und 2016 gewann er die Bronzemedaille der Ozeanienmeisterschaften im Straßenrennen.
2016 beendete Mark O’Brien seine Laufbahn als Vertragssportler, bestritt aber weiterhin nationale Rennen. 2020 belegte er bei der australischen Straßenmeisterschaft Platz zehn. Beruflich ist er als Radsporttrainer tätig (Stand 2020).

## Erfolge
2004
- Ozeanienspiele – Mannschaftsverfolgung (Junioren) mit Anthony Bennett, Todd Dawson und Gerard Murphy

2010
- eine Etappe Jelajah Malaysia

2012
- Ozeanienmeisterschaft – Straßenrennen

2016
- Ozeanienmeisterschaft – Straßenrennen

## Teams
- 2007 Drapac-Porsche Development Program
- 2008 Drapac-Porsche Development Program
- 2009 Drapac Porsche Cycling
- 2010 LeTua Cycling Team (bis 15. Mai)
- 2011 SP Tableware
- 2012 Team Budget Forklifts
- 2013 Team Raleigh
- 2014 Avanti Racing Team
- 2015 Avanti Racing Team
- 2016 Avanti Racing Team